# Pfarrkirche Dienten am Hochkönig

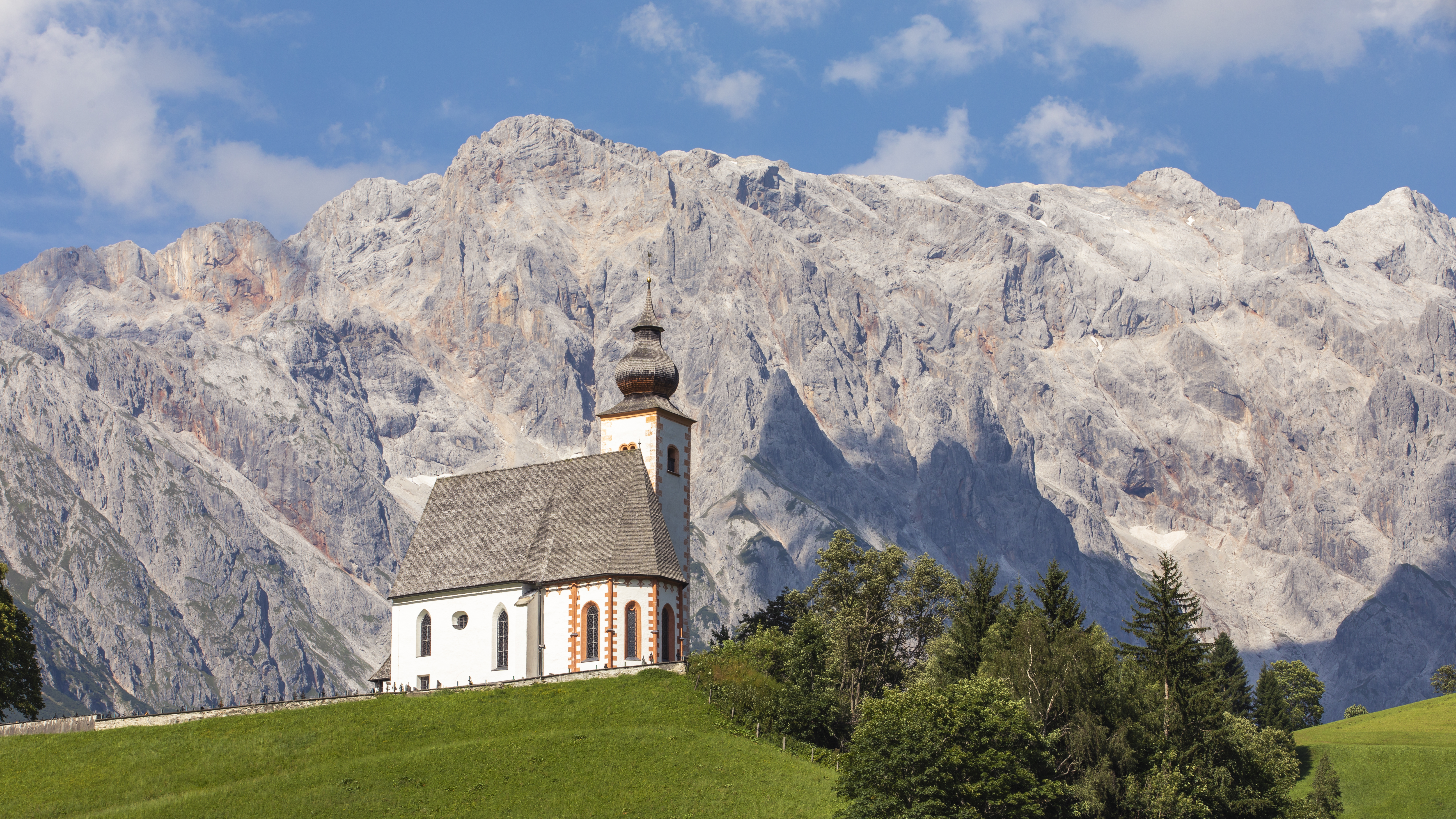
Katholische Pfarrkirche hl. Nikolaus in Dienten am Hochkönig

Die römisch-katholische Pfarrkirche Dienten am Hochkönig steht südlich des Ortes auf einem steilansteigenden Hügel am Fuß des Hochkönigs in der Gemeinde Dienten am Hochkönig im Bezirk Zell am See im Land Salzburg. Die dem Patrozinium des Heiligen Nikolaus von Myra unterstellte Pfarrkirche gehört zum Dekanat Taxenbach in der Erzdiözese Salzburg, das Patroziniumsfest wird am Nikolaustag, dem 6. Dezember, gefeiert. Die Kirche und der Friedhof stehen unter Denkmalschutz (Listeneintrag).

## Geschichte
Dienten war vom Mittelalter bis 1864 ein bedeutendes Bergbaugebiet für Eisen. Die zweischiffige gotische Knappenkirche mit einem barocken Turm ist von einem Friedhof umgeben. Die Kirche wird 1410 urkundlich als Seelsorgestelle der Dekanatspfarrkirche Saalfelden genannt. Nach einer Erweiterung 1506 wurde die Kirche neu geweiht. 1638 Vikariat wurde 1891 die Kirche zur Pfarrkirche erhoben. 1971/1972 war eine Restaurierung.

## Architektur
Die nach Süden ausgerichtete Kirche hat ein Langhaus mit einem umlaufenden Sockel und ein steiles Schindelsatteldach. Das außen spitzbogige und innen mit einem Rundbogen schließende abgefaste Portal in der nördlichen Giebelfront mit einem steilen Dreieckgiebel hat einen 1971 angebauten Windfang. Die Ostseite des Langhauses hat in der ersten Achse ein spitzbogiges Fenster. Die Westseite hat in der ersten Achse ein quadratisches Fenster und darüber ein rechteckiges Fenster, in der zweiten Achse ein rundes Fenster und in der dritten Achse ein spitzbogiges abgefastes Fenster. Im Westen hat die Fassade beim Übergang zum Chor einen massiven Stützpfeiler. Der eingezogene Chor mit einem polygonalen Schluss hat eine umlaufende Hohlkehle mit Dreiecklisenen in der Mitte mit einem Kaffgesims unterbrochen. Die fünf Fenster des Chores sind spitzbogig abgefast und teils mit Maßwerk versehen. Die Anbauten im Osten von 1663 beinhalten eine Totenkapelle mit einem rundbogigen abgefasten Portal im Norden. Daran schließt eine zweigeschoßige Sakristei unter einem Pultdach und einem rechteckigen Portal an. An die Sakristei schließt der Turm von 1685 mit einer ungegliederten Fassade an. Nördlich steht in gleicher Breite eine Totenkapelle von 1663 mit einem rundbogigen abgefasten Portal vor der Sakristei. Der Turm hat rundbogige Schallfenster und einen Schindelzwiebelhelm und schließt mit einem Zeltdach.
Das Kircheninnere zeigt ein dreijochiges Langhaus, welches durch zwei achtseitige Pfeiler mit mächtigem Sockel in zwei Schiffe mit einem Sternrippengewölbe geteilt ist. Die Langhauswände haben Pilaster mit vorgelagerten Runddiensten. Die Westempore ist bis zum dritten Joch des Langhauses vorgezogen. Der spitzbogige Triumphbogen ist gekehlt. Der um drei Stufen erhöhte eingezogene zweijochige Chor mit einem Fünfachtelschluss hat ein Netzrippengewölbe auf Pilastern mit Runddiensten mit einfachen Kapitellen. Im ersten Joch links ist die Wand nischenartig zurückversetzt, ebendort befindet sich ein mehrfach gekehltes Rundbogenportal zur Sakristei im Turm, über der Nische befindet sich ein geschwungener Balkon mit einem Gang zur Kanzel. Die Totenkapelle hat ein Kreuzgewölbe.

## Ausstattung
Die Wandmalereien aus dem 17. Jahrhundert zeigen Szenen aus dem Marienleben und Heiligenlegenden sowie das Jüngste Gericht.

## Einrichtung
Der Hochaltar von 1660 mit einem Aufbau vom Bildhauer Benedikt Faistenberger und einer Fassung des Malers Wilhelm Faistenberger trägt einen Tabernakel von 1766 vom Schnitzer Michael Eder, gefasst vom Maler Johann Kurz, der Hochaltar trägt in einer Mittelnische die Figur hl. Nikolaus zwischen den Heiligen Rupert und Erasmus um 1505, auf Seitenkonsolen die Heiligen Daniel und Barbara, im Aufsatz eine Marienkrönungsgruppe von 1660 und auf dem Giebel die Figur hl. Michael aus dem Ende des 17. Jahrhunderts.
Der linke Seitenaltar von 1730 trägt in der Altarnische die Figur hl. Petrus von 1660 und im Aufsatz die Figuren Anna selbdritt aus dem Ende des 17. Jahrhunderts. Der rechte Seitenaltar mit einem Aufbau vom Schnitzer Georg Jesacher und gefasst vom Maler Johann Siegmund Acker 1693 trägt in der Altarnische die Figur hl. Paulus und seitliche Figuren der Heiligen Georg und Florian um 1520 und im Aufsatz hl. Josef aus dem Ende des 17. Jahrhunderts.
Die Kanzel schuf der Tischler Veit Häusl 1773. Ein Hängekruzifix mit Maria und Johannes schuf der Bildhauer Hans Schwaiger, gefasst vom Maler Johann Siegmund Acker 1704. Die Kreuzwegbilder schuf der Maler Johann Michael Kurz 1798.
Bis zur Restaurierung der Kirche im Jahr 1950 hatte der Hochaltar Opfergangsportale, auf denen die Statuen der hll. Petrus und Paulus standen. Am rechten Seitenaltar, der Epistelseite (= Männerseite), wurde eine Prozessionsmadonna mit Kind, die ein Künstler aus dem Umkreis von Hans Waldburger nach 1600 geschaffen und für die der Tischler Georg Jesacher aus Saalfelden 1693 den noch bestehenden Altar anfertigt hatte, verehrt. Die sog. Thronende Madonna mit Kind ist ein seltenes Werk aus der Zeit des Übergangs vom Manierismus zum Frühbarock Salzburger Provenienz und befindet sich seit 1974 im Salzburg Museum. Anstelle dieser Prozessionsmadonna steht nunmehr die Statue des hl. Paulus vom 1950 entfernten rechten Opfergangsportal.
Die Orgel baute Mauracher 1906. Eine Glocke goss Martin Frey 1597.

## Grabdenkmäler
- Eine geritzte Grabplatte eines Mönchs aus dem ersten Viertel des 15. Jahrhunderts.
- Eine Inschrifttafel von 1434.
- Ein Epitaph von 1552, mit Jüngstes Gericht, mit Stifterportraits und Wappen der Familie Ainks.
- Eine Grabplatte zu Wolfgang Zach, mit Familienwappen, 1556.
- Ein Epitaph von 1619, mit Adam und Eva, Verkündigung, Kreuzigung, 7 Sakramente, Stifterportraits und Wappen der Familie Zach.
- Eine Grabplatte zur Wolfgang Zach, mit Familienwappen, 1649.